# Iwona
Iwona – imię żeńskie o pochodzeniu germańskim bądź celtyckim, odpowiednik męskiego imienia Iwo.
Iwona w Polsce należy do imion nowych, pojawiło się w XX wieku i uzyskało wtedy popularność: w latach 60. 70. i 80. nadano je około 180 000 kobiet. Jest dość popularne, zajmując w 2025 roku 26. pozycję wśród pierwszych imion żeńskich z 227919 nadaniami. Imieniem najbardziej popularnym pozostaje Anna z 1068330 nadaniami.
Iwona imieniny obchodzi razem z Iwonem, tj. 19 maja, 4 września i 23 grudnia. Funkcjonują także w różnych kalendarzach inne daty imienin, np. 23 maja, które zostały do nich wpisane ze względu na różnice między kalendarzami liturgicznymi różnych krajów – w źródłach anglojęzycznych wspomnienie św. Iwona z Chartres umieszczone jest 23 maja, podczas gdy w polskich – 23 grudnia.

## Kobiety o imieniu Iwona
- Iwona Arent – posłanka
- Iwona Bielska – aktorka
- Iwona Biernacka – aktorka
- Iwona Blecharczyk – laureatka nagrody Barbie Shero, kierowczyni
- Iwona Błaszkowska – piłkarka ręczna, reprezentantka Polski
- Iwona Borowicka – śpiewaczka operowa
- Iwona Brzezińska – lekkoatletka, sprinterka
- Yvonne Catterfeld – niemiecka piosenkarka
- Yvonne Cernota (1979–2004) – niemiecka bobsleistka
- Yvonne Elliman – amerykańska piosenkarka
- Yvonne Fair – amerykańska piosenkarka
- Iwona Guzowska – pięściarka, posłanka
- Iwona Hossa – śpiewaczka operowa
- Iwona Kozłowska – posłanka
- Iwona Kubicz – dziennikarka, prezenterka telewizyjna
- Iwona Kutyna – dziennikarka, prezenterka telewizyjna
- Iwona Loranc – piosenkarka
- Iwona Dzięcioł-Marcinkiewicz – łuczniczka
- Iwona Matkowska – zapaśniczka
- Iwona Katarzyna Pawlak – aktorka
- Iwona Petry – aktorka
- Iwona Podkościelna – kolarka tandemowa
- Iwona Radziszewska – dziennikarka telewizyjna
- Iwona Rulewicz – aktorka
- Yvonne Ryding – szwedzka Miss World 1984
- Iwona Schymalla – dziennikarka, prezenterka telewizyjna
- Yvonne Sherman (1931–2005) – amerykańska łyżwiarka figurowa
- Yvonne Strahovski – aktorka
- Iwona Surmik – pisarka
- Iwona Szewczyk (imię zakonne Felicyta) – siostra zakonna, malarka
- Iwonka Surwiłła – białoruska polityk
- Iwona Szymańska-Pavlović – tancerka, jurorka turniejów tańca
- Iwona Śledzińska-Katarasińska – działaczka polityczna, posłanka, dziennikarka
- Iwona Węgrowska – piosenkarka
- Iwona Wszołkówna – aktorka.